# Gnophos avilarius
Gnophos avilarius är en fjärilsart som beskrevs av Hans Reisser 1936. Gnophos avilarius ingår i släktet Gnophos och familjen mätare. Inga underarter finns listade i Catalogue of Life.